# Veicolo da ricognizione
Un veicolo da ricognizione, è un mezzo militare pensato per operazioni di ricognizione (passiva, corazzata, recon by fire), ricognizione speciale, intelligence militare, esplorazione e, talvolta, pattugliamento da parte delle forze armate di terra. 

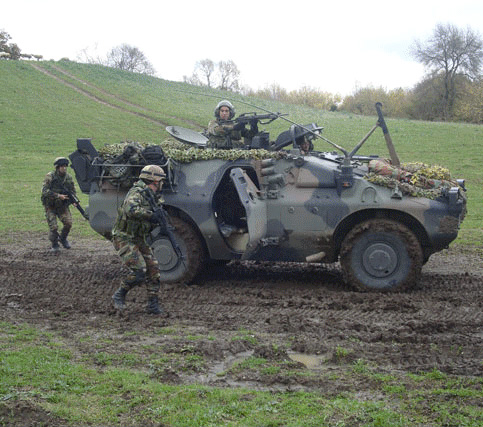
Un Puma, scout car dell'Esercito Italiano.

Viene utilizzato oltre il fronte o all'interno di territori sorvegliati o occupati.
Come il ricognitore aereo, il veicolo da ricognizione dev'essere poco visibile ma a differenza di esso è pensato per coprire aree più ristrette ed a rischio contatto con il nemico, per tale motivo dev'essere molto agile, veloce e di dimensioni relativamente compatte.

## Scout car

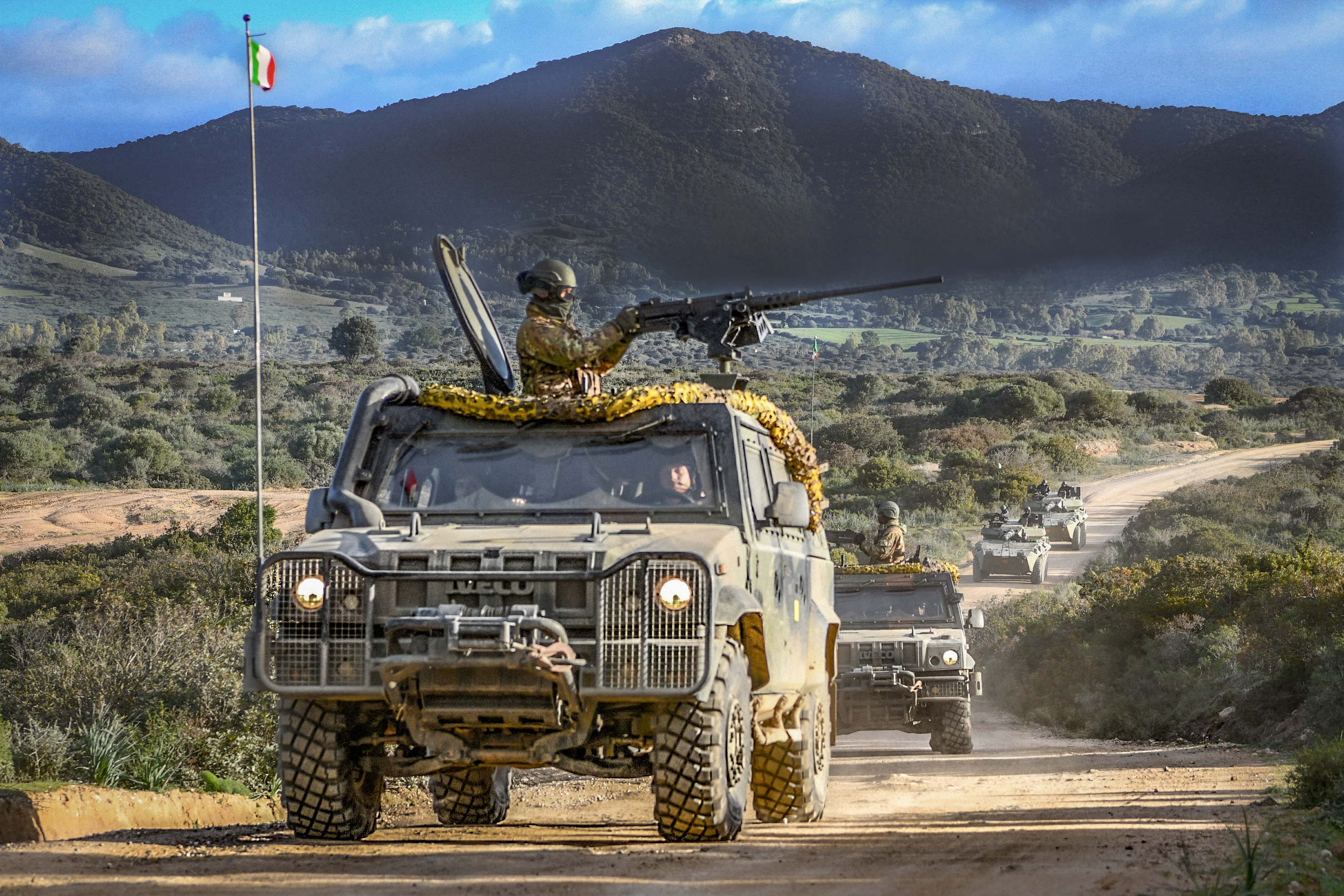
Il Reggimento "Cavalleggeri Guide" (19º) in ricognizione corazzata a bordo di veicoli Iveco LMV e Centauro.

I modelli più piccoli e tattici progettati principalmente per la ricognizione passiva sono denominati scout car ed a differenza degli altri veicoli da ricognizioni solitamente non hanno armamenti, se non leggeri per l'autodifesa, non trasportano armi e non sono concepiti per il trasporto truppe, se non limitatamente. Inoltre non sono concepiti per operazioni di ricognizione corazzata; ruolo ricoperto da mezzi più pesanti.
Le scout car erano molto utilizzate durante la seconda guerra mondiale, tra le tante vi erano: BA-64, Lancia Lince, Daimler Scout Car, M3 Scout Car, Daimler Ferret, Humber Scout Car, Dingo Scout Car, S1 Scout Car, ma esistono anche modelli più recenti (come il BRDM-1) e contemporanei, seppur quest'ultimi di concezione "multiruolo": LMV/VTLM-2, Puma, Fennek, Cobra, Tigr e Humvee.

## L'evoluzione dei mezzi negli anni

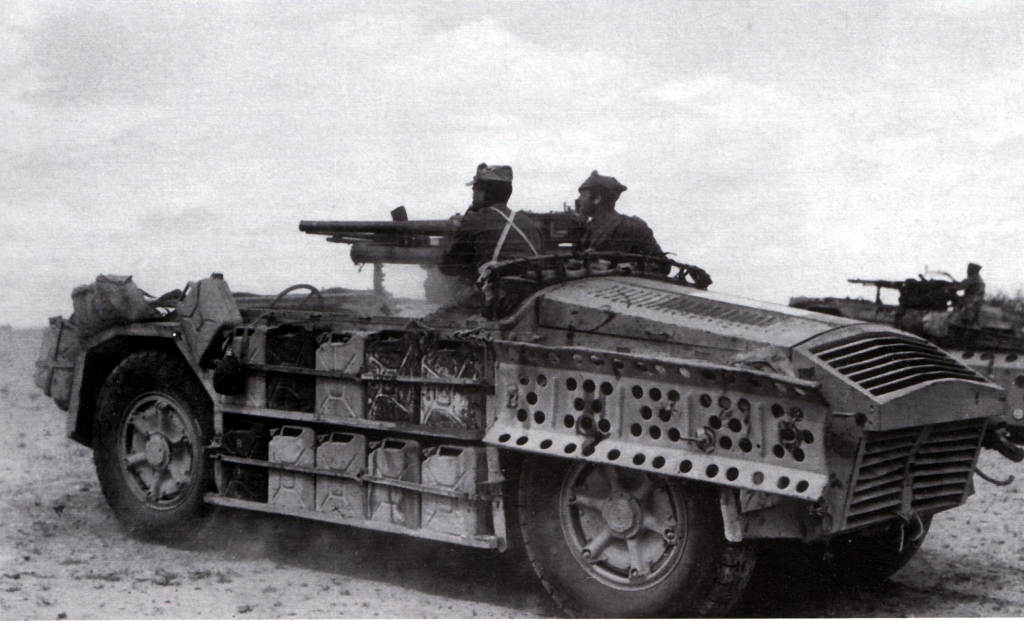
Una AS42 "Sahariana" del 1942.

Tale tipologia di veicolo era molto settorializzata in passato, anche se spesso venivano usati per la ricognizione mezzi recuperati o non più operabili in battaglia.
Dalla prima e, soprattutto, dalla seconda guerra mondiale in poi la tipologia di mezzo più utilizzata per tale scopo era l'autoblindo (come l'AB41 e la sua variante AS42) ma ci sono casi di veicoli da ricognizione cingolati, come per esempio la variante MRV del M113 o gli iconici tankette.

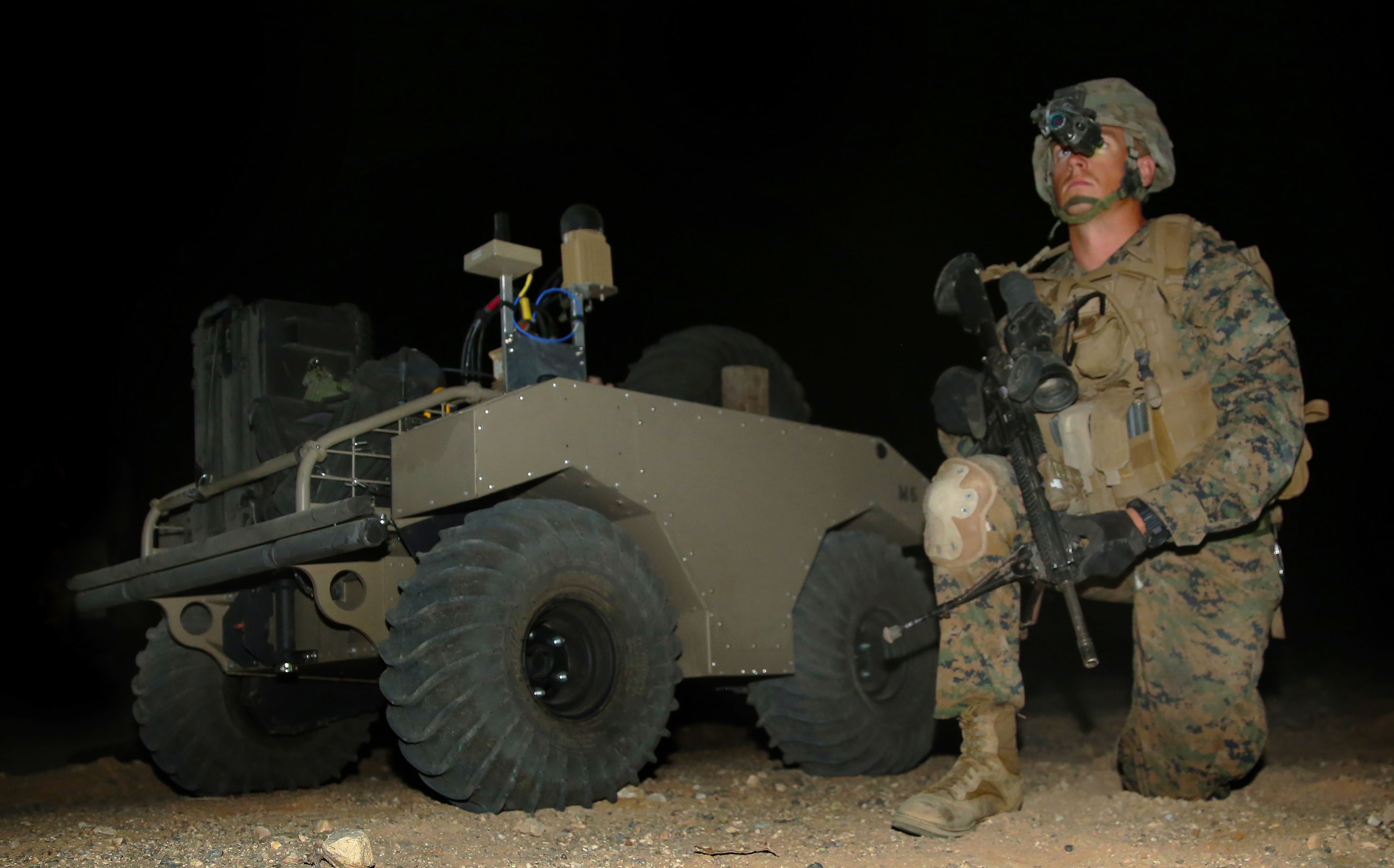
Un soldato effettua una ricognizione notturna insieme ad un UGV.

Con l'evoluzione dei mezzi terrestri si è sempre più andati verso una standardizzazione dei veicoli e, a seconda dell'intensità del conflitto, l'operazione viene eseguita da versioni da "ricognizione" di veicoli multiruolo sia leggeri (come le autovetture da ricognizione) che medi, come la versione "Esplorante" del VBM Freccia.
Molte forze armate di terra, come l'Esercito Italiano, utilizzano per la riconizione anche altri mezzi terrestri diversi da veicoli, come la motocicletta militare Cagiva 350 W12; oppure robot militari a pilotaggio remoto (UGV).